# ショータイム (NHKの番組)
『ショータイム』（Show Time）は、2011年4月から2013年3月までNHKがBSプレミアムにて放送していた音楽番組である。
タイトルには『○○○○のショータイム』と各ホストの名前が入る。

## 概要
この番組の開始以前に旧BS-Hiで不定期で放送されていた「谷村新司のショータイム」、「石井竜也のショータイム」を定期番組としたもので、新たに武田鉄矢・宮川彬良の新メンバーを加えた4人が週代わりでホストを務める。
2012年4月の改編で谷村・宮川は降板。月1回ずつの隔週で、武田・石井の担当番組を放映している。

## 各ホストごとの内容
- 石井竜也
世界で活躍するエンターテインメント集団を紹介。中田有紀（フリーアナウンサー）がアシスタント役。
- 谷村新司
世界で活躍する一流歌手を紹介。
- 武田鉄矢
日本で活躍する一流歌手を紹介。
- 宮川彬良
世界の音楽を様々な手法で紹介する音楽バラエティ。